# Diane de La Marck
Diane de La Marck, au XVIe siècle, à la cour des Valois, est  "cette comtesse [qui] avait épousé un prince, un gentilhomme et un roturier", comme le rapporte, encore un siècle plus tard, le mémorialiste Saint-Simon . Elle est également, et toujours un siècle plus tard, la source du principal personnage du célèbre roman La Princesse de Clèves. 

## Biographie

### Enfance
Diane de La Marck est née en 1544 à Château-Thierry, quelques mois avant la prise de la ville par Charles Quint. Elle a deux illustres grand-mères, Diane de Poitiers et Guillemette de Sarrebruck. Elle est en effet l'une des neuf enfants de Françoise de Brézé et Robert IV de La Marck, duc de Bouillon, seigneur de Sedan et d'autres lieux dont Château-Thierry. 

### Duchesse de Nevers
En 1558, âgée de 14 ans, elle épouse Jacques de Clèves, âgé de 13 ans qui est seigneur d'Orval, fils puîné de François de Clèves, duc de Nevers et de Marguerite de Bourbon-Vendôme. Ils figureront tous deux, transformés, dans le roman La Princesse de Clèves, publié en 1678. 
C'était un beau parti, et sa grand-mère, Diane de Poitiers, aurait manœuvré pour obtenir ce mariage. La reine-mère Catherine de Médicis fait d'ailleurs allusion à cette union de "madamoyselle de Bouillon la jeune" dans une de ses lettres : "set chause ne valle jeamais ryen de treyner".
En 1562, son mari devient duc de Nevers et pair de France, mais décède subitement en 1564. Le versement de son douaire par sa belle-famille est difficile .

### Duchesse de Tonnerre
En 1570, âgée de 26 ans, elle épouse son cousin Henri Antoine de Clermont, vicomte de Tallard, capitaine de 50 hommes d'armes des ordonnances du roi, qui deviendra comte de Tonnerre, duc et pair de France, gouverneur du Bourbonnais et d’Auvergne, colonel d’infanterie du Piémont. Elle sera portraiturée, "de chaque côté de l'autel", dans leur château d'Ancy-le-Franc. 
Le portrait de Madame de Clermont ci-contre est conservé au musée de Fécamp. 
Son mari meurt lors du Siège de La Rochelle (1573), laissant deux fils, dont Charles-Henri de Clermont-Tonnerre.

### Comtesse de Sagonne
En 1578, âgée de 34 ans, elle épouse Jean Babou, comte de Sagonne. Il est le fils de Françoise de Robertet et de Jean II Babou, seigneur de La Bourdaisière, maître-général de l’Artillerie de France. 
Cette même année 1578, quand meurt sa mère, elle déclare devant notaire que "la duchesse de Valentinois, son aîeule, et la duchesse de Bouillon, sa mère, ont toujours voulu que leurs biens appartinssent à des personnes catholiques et non huguenotes". Son père, le duc de Bouillon, professait en effet les idées de la Réforme.
En 1581, les deux époux versent une rente à la veuve de Bernard Leveron, "truchement du roi en langue grecque et turquesche".  
En 1583, elle est dame d'honneur de Catherine de Médicis. Elle aurait eu une liaison qui la fit chasser par la reine ("peu s'en fallut que [celle-ci] n'obtînt du roi qu'il envoyât M. du Termes [son amant] à l'échafaud".
Son troisième mari meurt en septembre 1589, lors de la bataille d'Arques. Quatre enfants sont nés de cette union dont l'une sera fille d'honneur de Marie de Médicis en 1604.

### Trois fois veuve
Fin 1589 donc, à l'âge de 45 ans, elle est veuve pour la troisième fois. Ses unions n'auront duré que six ans, trois ans et onze ans.
Quand elle n'est pas dans son château de Beynes  - qu'elle a reçu de sa mère qui l'avait hérité de sa grand-mère Diane de Poitiers -  mais à Paris, elle réside, depuis 1580, dans son grand hôtel de la rue des Petits-Champs, paroisse Saint-Eustache.
En 1601, elle fait valoir ses droits auprès du Parlement de Normandie, contre le nouveau duc de Bouillon, Henri de La Tour d'Auvergne.
Elle meurt très âgée (env. 77 ans), après mai 1622.